# Aladár Háberl
Dans le nom hongrois Háberl Aladár, le nom de famille précède le prénom, mais cet article utilise l’ordre habituel en français Aladár Háberl, où le prénom précède le nom.
Aladár Háberl est un coureur hongrois du combiné nordique et sauteur à ski, né le 9 février 1898 à Budapest et mort le 19 mai 1990 également à Budapest.

## Biographie
À partir de l'âge de 9 ans, Aladár Háberl commence à travailler dans une pharmacie à côté de l'école. Il s'intéresse à la chimie, la physique et la biologie mais il ne peut pas se payer des études dans ce domaine. Il reste à la pharmacie en tant que gérant de magasin après l'obtention de son diplôme de fin d'études.
En 1921, Aladár Háberl remporte le premier Championnat de Hongrie de saut à ski (hu). En janvier 1924, il est sélectionné pour l'épreuve de combiné nordique avec István Déván et Béla Szepes. Il est en effet considéré à l'époque comme le meilleur sauteur à 
ski hongrois. La délégation hongroise peaufine sa préparation à Sankt Anton am Arlberg. Il n'est pas classé dans ce concours en raison de sa non-participation dans la course de ski de fond de 18 km.
Dans les années 1930, il joue un rôle important dans le développement du ski hongrois. Il est en effet moniteur de ski et dirigeant de la Fédération hongroise de ski (pl). En 1932, il ouvre une boutique sur Nádor utca qui vend du matériel sportif, du matériel de voyage et du matériel de photographie,. Ensuite, il déménage sa boutique sur Váci utca. Pendant la Seconde Guerre mondiale, sa boutique est détruite par les bombardements. Après la guerre, il change de vie et il obtient un diplôme de technicien de laboratoire et il travaille à l'ancien hôpital d'Árpád.
En 1990, il est victime d'un meurtre lors d'un cambriolage dans sa maison de Szépvölgyi út (hu). 
Au cours de sa vie, Aladár Háberl a été un photographe amateur ainsi qu'un motard et un pilote automobile. Après son décès, l'un de ces enfants fait don des photos d'Aladár Háberl à la collection Fortepan.

## Résultats

### Jeux olympiques
| Épreuve / Édition | Chamonix 1924 |
| Individuel        | Non classé    |

### Championnats de Hongrie
En saut à ski (hu), il remporte le titre en 1921.